# Pachyramphus castaneus
El anambé castaño o cabezón castaño (Pachyramphus castaneus) es una especie zoólogica de ave tipo de Tityridae.
Es tradicionalmente ubicada en las familias Cotingidae o Tyrannidae, pero existen evidencias fuertes que sugieren que es mejor ubicarla dentro de la familia Tityridae.

## Nombre común
- Español: Anambé castaño
- Inglés: Chestnut-crowned Becard
- Portugués: Caneleiro

## Hábitat
El hábitat natutal son los llanos de las selvas subtropicales o tropicales.

### Rango de distribución en Sud América
Esta especie se encuentra en la Selva Amazónica de Brasil, Colombia, Perú, Ecuador, y Bolivia además de algunas regiones de Venezuela; y por último en regiones sudestes de Sudamérica incluyendo Brasil, Paraguay, y al noreste de Argentina.
El Anambé castaño vive en dos grandes áreas de Sudamérica, la Selva Amazónica, sobre todo en el sur y en el centro-oeste, y en el cerrado, una región de Brasil.
El Anambé castaño está en el sudeste de Sud Améica y en grandes áreas de las costas de Brasil; el rango se extiende por cerca de 2600 km.